# Puchar Uzdrowisk Karpackich 2016
17. edycja wyścigu kolarskiego Puchar Uzdrowisk Karpackich odbyła się w dniu 14 sierpnia 2016 roku i liczyła 160 km. Start wyścigu miał miejsce w Jedliczu, zaś meta w Rymanowie Zdroju. Wyścig figurował w kalendarzu cyklu UCI Europe Tour, posiadając kategorię UCI 1.2.

## Klasyfikacja generalna
| M-ce | Imię i nazwisko    | Kraj     | Drużyna                 | Czas       |
| ---- | ------------------ | -------- | ----------------------- | ---------- |
| 1.   | Antonio Parrinello | Włochy   | d’Amico–Bottecchia      | 3h 53' 22" |
| 2.   | Peeter Pruus       | Estonia  | Rietumu-Delfin          | + 23"      |
| 3.   | Michał Podlaski    | Polska   | Verva ActiveJet         | + 27"      |
| 4.   | Mateusz Grabis     | Polska   | TC Chrobry Scott Głogów | + 30"      |
| 5.   | Jonas Gregaard     | Dania    | Riwal Platform          | + 30"      |
| 6.   | Leszek Pluciński   | Polska   | CCC Sprandi Polkowice   | + 41"      |
| 7.   | Adrian Honkisz     | Polska   | CCC Sprandi Polkowice   | + 54"      |
| 8.   | Dominik Oborski    | Polska   | Domin Sport             | + 1' 05"   |
| 9.   | Martin Mahdar      | Słowacja | Dukla Banská Bystrica   | + 1' 18"   |
| 10.  | Paolo Ciavatta     | Włochy   | d’Amico–Bottecchia      | + 1' 29"   |